# Strongylosoma
Strongylosoma är ett släkte av mångfotingar. Strongylosoma ingår i familjen orangeridubbelfotingar.

## Dottertaxa tillStrongylosoma, i alfabetisk ordning[1]
- Strongylosoma aculeatum
- Strongylosoma alampes
- Strongylosoma albipes
- Strongylosoma andreini
- Strongylosoma apexgaleae
- Strongylosoma arcadicum
- Strongylosoma areatum
- Strongylosoma areatus
- Strongylosoma asiaeminoris
- Strongylosoma asperum
- Strongylosoma atroroseum
- Strongylosoma balzanii
- Strongylosoma bataviae
- Strongylosoma bertkaui
- Strongylosoma borellii
- Strongylosoma broelemanni
- Strongylosoma carneum
- Strongylosoma cilliciense
- Strongylosoma cingalense
- Strongylosoma coiffaiti
- Strongylosoma coniferum
- Strongylosoma constrictum
- Strongylosoma contortipes
- Strongylosoma creticum
- Strongylosoma dalmatinum
- Strongylosoma dentatum
- Strongylosoma derelictum
- Strongylosoma drepanephoron
- Strongylosoma dubium
- Strongylosoma ecarinatum
- Strongylosoma ehrhardti
- Strongylosoma elegans
- Strongylosoma elongatum
- Strongylosoma encrates
- Strongylosoma enkrates
- Strongylosoma erromenon
- Strongylosoma eruca
- Strongylosoma escherichi
- Strongylosoma escherichii
- Strongylosoma euxinum
- Strongylosoma fasciatum
- Strongylosoma festai
- Strongylosoma filum
- Strongylosoma flavicoxis
- Strongylosoma forcarti
- Strongylosoma fossiger
- Strongylosoma gastrotrichum
- Strongylosoma glabrum
- Strongylosoma guérini
- Strongylosoma guerinii
- Strongylosoma hartmanni
- Strongylosoma hetairon
- Strongylosoma hirtellum
- Strongylosoma hirtipes
- Strongylosoma hirtum
- Strongylosoma hispanicum
- Strongylosoma holtzii
- Strongylosoma horticolum
- Strongylosoma inerme
- Strongylosoma infaustum
- Strongylosoma inferum
- Strongylosoma innotatum
- Strongylosoma insulare
- Strongylosoma iuliforme
- Strongylosoma japonicum
- Strongylosoma jaqueti
- Strongylosoma javanicum
- Strongylosoma julinum
- Strongylosoma kalliston
- Strongylosoma kordylamythrum
- Strongylosoma kuekenthali
- Strongylosoma laetum
- Strongylosoma lenkoranum
- Strongylosoma levisetum
- Strongylosoma longipes
- Strongylosoma luctuosum
- Strongylosoma lugubre
- Strongylosoma lusitanum
- Strongylosoma luxuriosum
- Strongylosoma luzoniense
- Strongylosoma maculatum
- Strongylosoma mediterraneum
- Strongylosoma modiglianii
- Strongylosoma moniliforme
- Strongylosoma montanum
- Strongylosoma montigena
- Strongylosoma montivagum
- Strongylosoma nadari
- Strongylosoma nanum
- Strongylosoma naviculare
- Strongylosoma neglectum
- Strongylosoma niasense
- Strongylosoma nigrovirgatum
- Strongylosoma nitidum
- Strongylosoma nodulosum
- Strongylosoma ocellatum
- Strongylosoma oenolongum
- Strongylosoma paraguayense
- Strongylosoma patrioticum
- Strongylosoma persicum
- Strongylosoma petersii
- Strongylosoma physkon
- Strongylosoma pictum
- Strongylosoma punctatum
- Strongylosoma pustulatum
- Strongylosoma robustum
- Strongylosoma rubripes
- Strongylosoma sagittarium
- Strongylosoma salvadorii
- Strongylosoma samium
- Strongylosoma sanctum
- Strongylosoma sanguineum
- Strongylosoma sansibaricum
- Strongylosoma scutigerinum
- Strongylosoma semoni
- Strongylosoma setigerum
- Strongylosoma signatum
- Strongylosoma simillimum
- Strongylosoma skinneri
- Strongylosoma soederlundi
- Strongylosoma stigmatosum
- Strongylosoma subalbum
- Strongylosoma subflavum
- Strongylosoma subnigrum
- Strongylosoma tambanum
- Strongylosoma tesselatum
- Strongylosoma transversefasciatum
- Strongylosoma transversetaeniatum
- Strongylosoma trichonotum
- Strongylosoma trifasciatum
- Strongylosoma trilineata
- Strongylosoma tropiferum
- Strongylosoma uniseriale
- Strongylosoma vagans
- Strongylosoma vellutatum
- Strongylosoma vermicularis
- Strongylosoma vittatum